# Perisama fassli
Perisama fassli är en fjärilsart som beskrevs av Johannes Karl Max Röber 1915. Perisama fassli ingår i släktet Perisama och familjen praktfjärilar. Inga underarter finns listade i Catalogue of Life.